# Zagrebbörsen
Zagrebbörsen (kroatiska: Zagrebačka burza) är en börs i Zagreb i Kroatien. På börsen handlas det med aktier i olika kroatiska bolag, obligationer och statsskuldväxlar. Sedan 2007 är Zagrebbörsen landets största och enda börs för handel med värdepapper. Börsen är belägen i Eurotower.

## Historik
Zagrebbörsen grundades 1991 sedan 25 banker och 2 försäkringsbolag gått samman för att bilda en central börs för handel med värdepapper i Kroatien. 1995 infördes ett nytt elektroniskt system för handel med värdepapper och under de nästkommande 5 åren växte börsens marknadsvärde med närmare tio gånger (982,6%). Genom en fusion i mars 2007 med Varaždinbörsen kom Zagrebbörsen att bli landets största och enda börs för handel med värdepapper.

### Fotnoter
1. ↑  Zagrebbörsens officiella webbplats[död länk] (kroatiska)